# Алва (озеро)
Алва или Алуа (каз. Алуа) — солёное озеро в Есильском районе Северо-Казахстанской области Казахстана. Находится в 11 км к северо-западу от села Явленка, примерно, в 3 км северо-западнее села Амангельдинское.
По данным топографической съёмки 1940-х годов, площадь поверхности озера составляет 7,66 км². Наибольшая длина озера — 4,4 км, наибольшая ширина — 2,7 км. Длина береговой линии составляет 11,8 км, развитие береговой линии — 1,2. Озеро расположено на высоте 117,5 м над уровнем моря.